# Mökkisaari (ö i Norra Savolax, Inre Savolax, lat 62,48, long 26,85)
Mökkisaari är en ö i Finland. Den ligger i sjön Mehtiö och i kommunen Rautalampi i den ekonomiska regionen  Inre Savolax ekonomiska region  och landskapet Norra Savolax, i den centrala delen av landet, 270 km norr om huvudstaden Helsingfors. Öns area är 0,2 hektar och dess största längd är 60 meter i öst-västlig riktning.